# 카림 아데예미
카림다비트 아데예미(독일어: Karim-David Adeyemi, 2002년 1월 18일 ~ )는 독일의 축구 선수로, 현재 보루시아 도르트문트와 독일 축구 국가대표팀에서 스트라이커로 활약하고 있다.